# 科萊奧尼禮拜堂

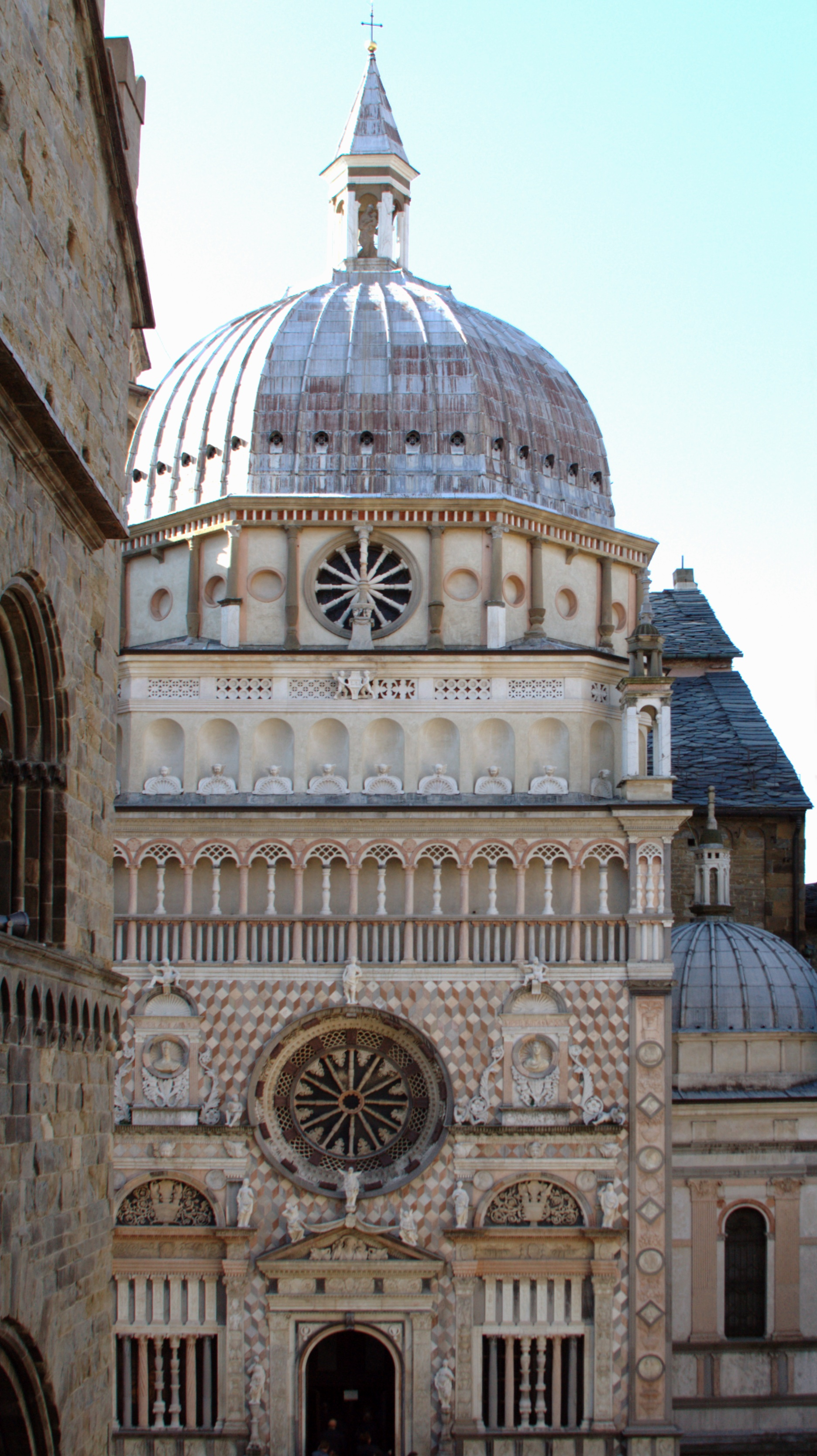
科萊奧尼禮拜堂

科萊奧尼禮拜堂 (義大利語：Cappella Colleoni)是位於義大利北部城市貝爾加莫的一座教堂。這座教堂修建於1471年至1476年，奉獻給巴多羅買、聖馬爾谷、聖若翰洗者。科萊奧尼禮拜堂是倫巴第文藝復興的代表作。

## 外部連結
- Complete description （意大利文）
- Tiepolo's frescoes （意大利文）

1. ↑   Turismo Bergamo : Colleoni Chapel  http://www.turismo.bergamo.it/turismobergamo/index.php?option=com_content&view=article&id=66&catid=41%3Abergamo&Itemid=1270&lang=it&device=xhtml&lang=en%5B%5D